# Naumburg (Hessen)
Naumburg város Németországban,  Kassel kerületben, Hessen tartományban. 1995 óta Naumburg országosan elismert Kneipp fürdőhely.

## Fekvése
Kasseltől délnyugatra, Fritzlartól északnyugatra fekvő település.

## Története

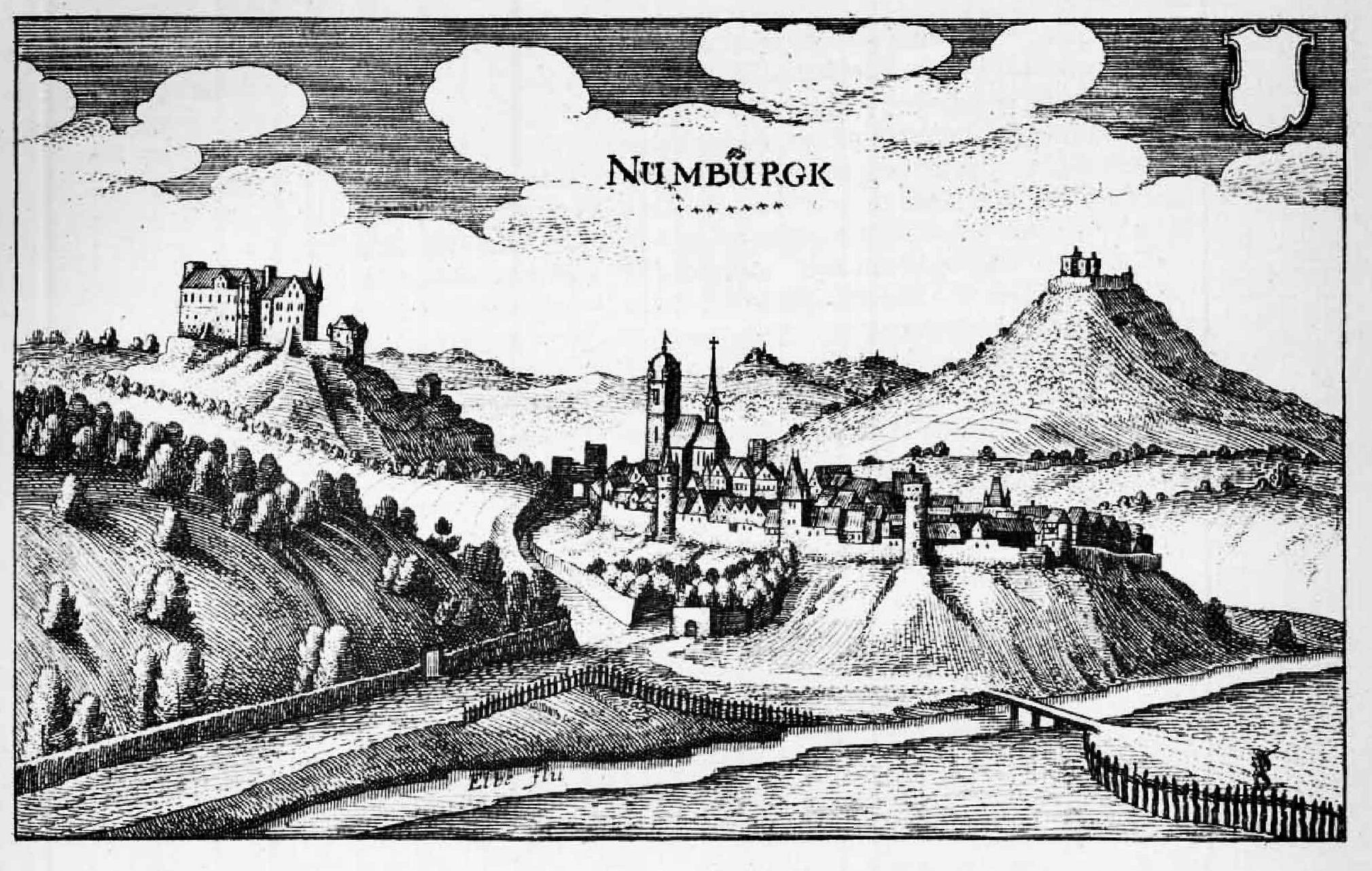
Nauburg egykori vára egy metszeten

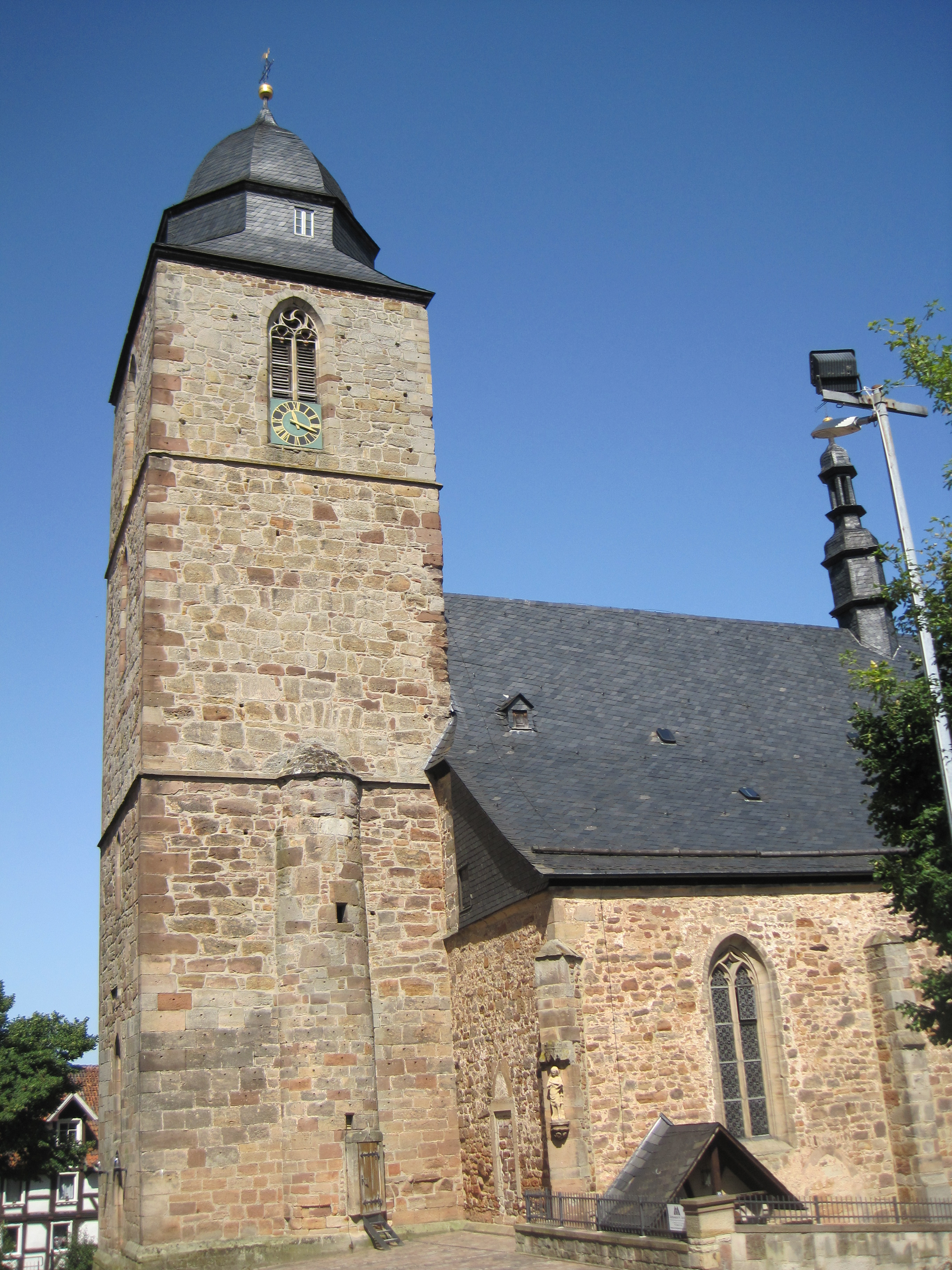
Szent Crescentius templom

Területe már az  ie 2. évezredben is lakott volt. Nevét 1170-ben említették először, de Naumburg, Nuwenburc kastélya csak 1182 szerepelt először a forrásokban, valószínűleg a 12. század elején Naumburg helyi urai építhették Weidelsburg közelében. 1260-ban kapott városi jogokat. 1266-ban Naumburg vára Hessen érseke Werner von Mainz kezére került. A 16. században még csak kis mezőgazdasági település volt, 1802-ben a Mainzi Érsekség vette birtokba.
1626 várát egy nagy tűzvész pusztította el, mely azóta csak rom.
A 19. század elején lakosságának nagy része mezőgazdaságban dolgozó volt. A 20. században a Volkswagen gyár valamint a turisztikai ipar adott munkát a lakosságnak. Naumburg részt vesz több természeti és környezeti projektben a régióban,  1997-től pedig a szövetségi kormány környezet és a turizmus programjában is.
Naumburg város testvértelepülési partnerséget tart fenn Magyarországon Komárom városával 1992 óta, és 2001 októbere óta az olasz San Mauro Pascoli várossal is.

## Nevezetességek
- Fatima barlang
- Favázas házak – Az utcák, a történelmi városrész jól megőrzött favázas együttese a 17. század végén épült.
- Szent Crescentius plébániatemplom – Egy háromhajós gótikus bazilika, amelyet a 14. században kezdtek építeni. A templomhajó 1420-1430 között épült, a nyugati tornyot 1512-ben fejezték be. Az 1684-es nagy tűzvész után nagyrészt újjáépült. A gótikus homokkő Madonna-szobor (Naumburgi Madonna) 1340-ből való, amely először a déli homlokzaton  állt, most a templom belsejében található; Másolata ma is megtalálható az eredeti helyszínen, a homlokzaton. A többi neogótikus stílusban a 19. század végén épült; A kórus és a két külső kórus ablak 1897-ben épült.
- Naumburg Madonna
- Múzeumvasút
- Naumburgi kápolna

## Itt születtek, itt éltek
- Andreas Herber – szobrász Naumburgban dolgozott.

## Galéria

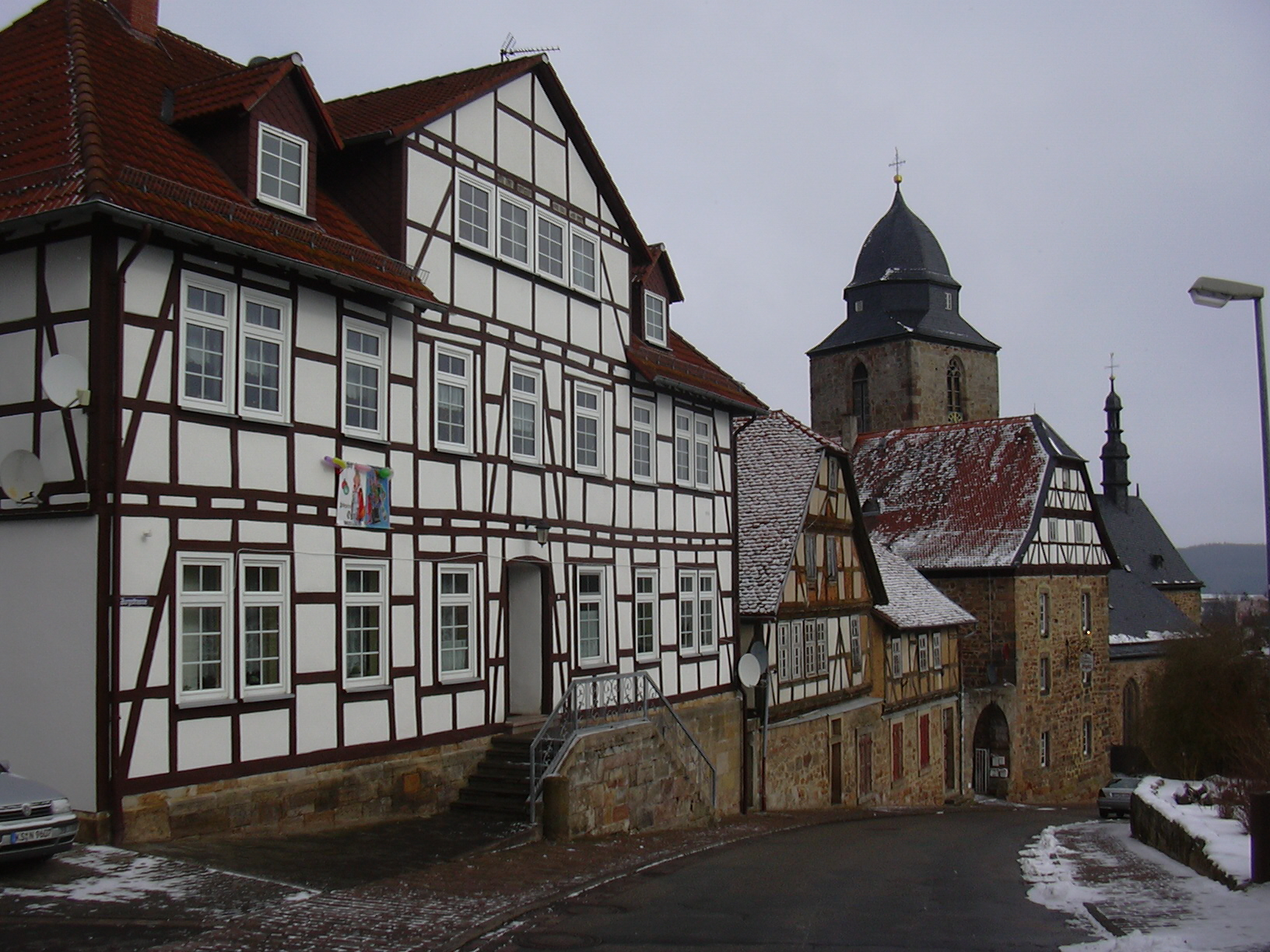
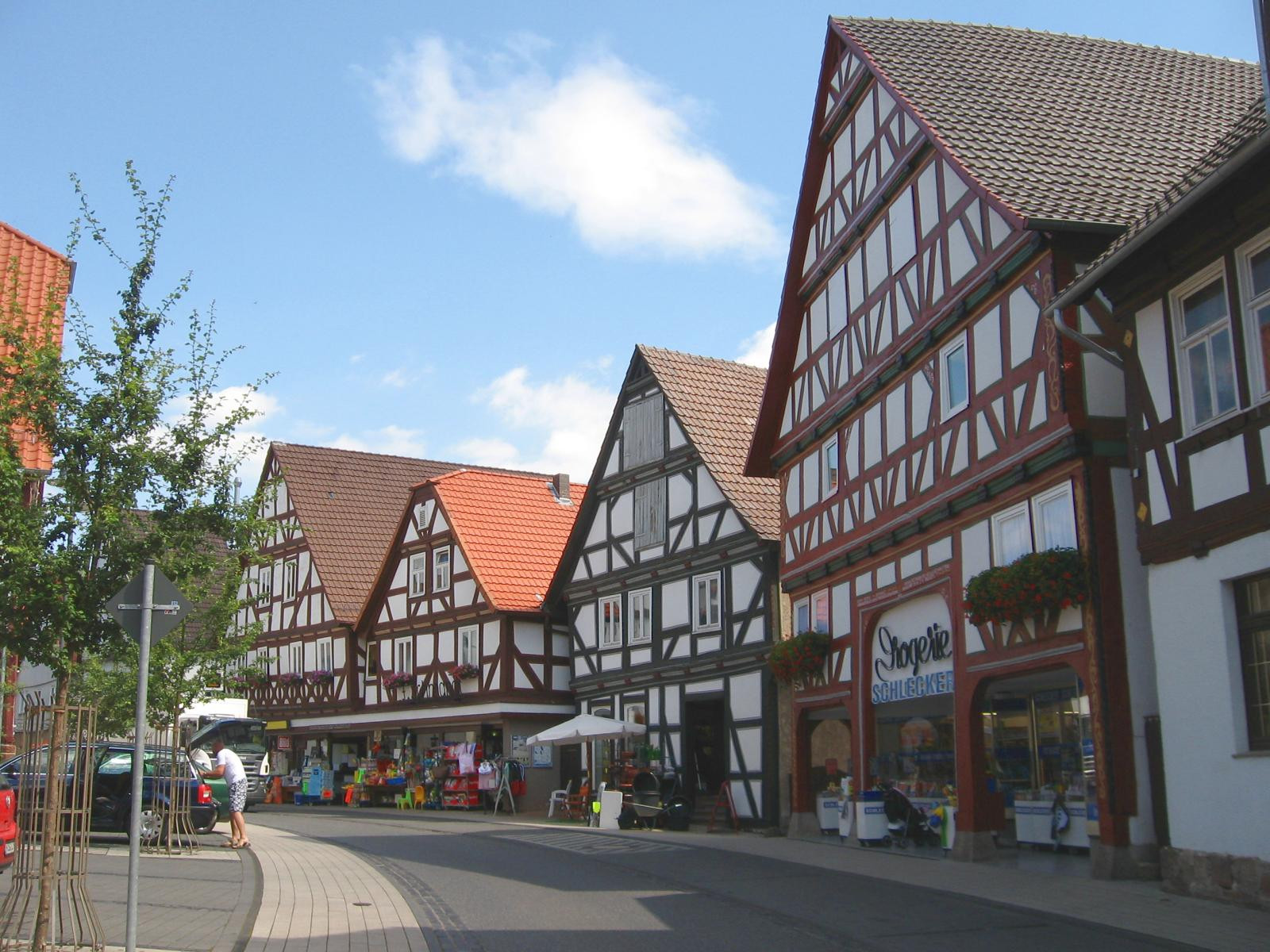
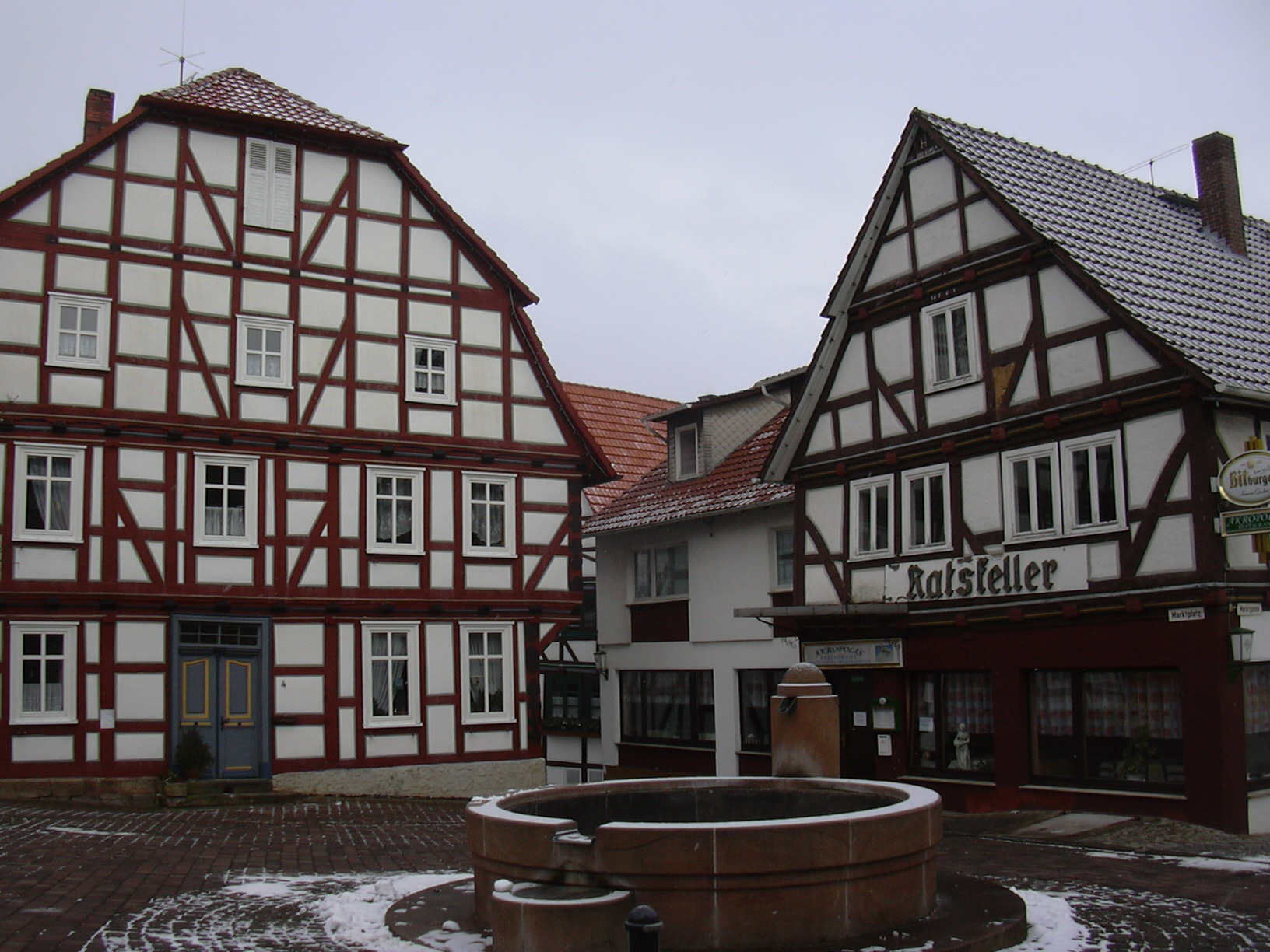
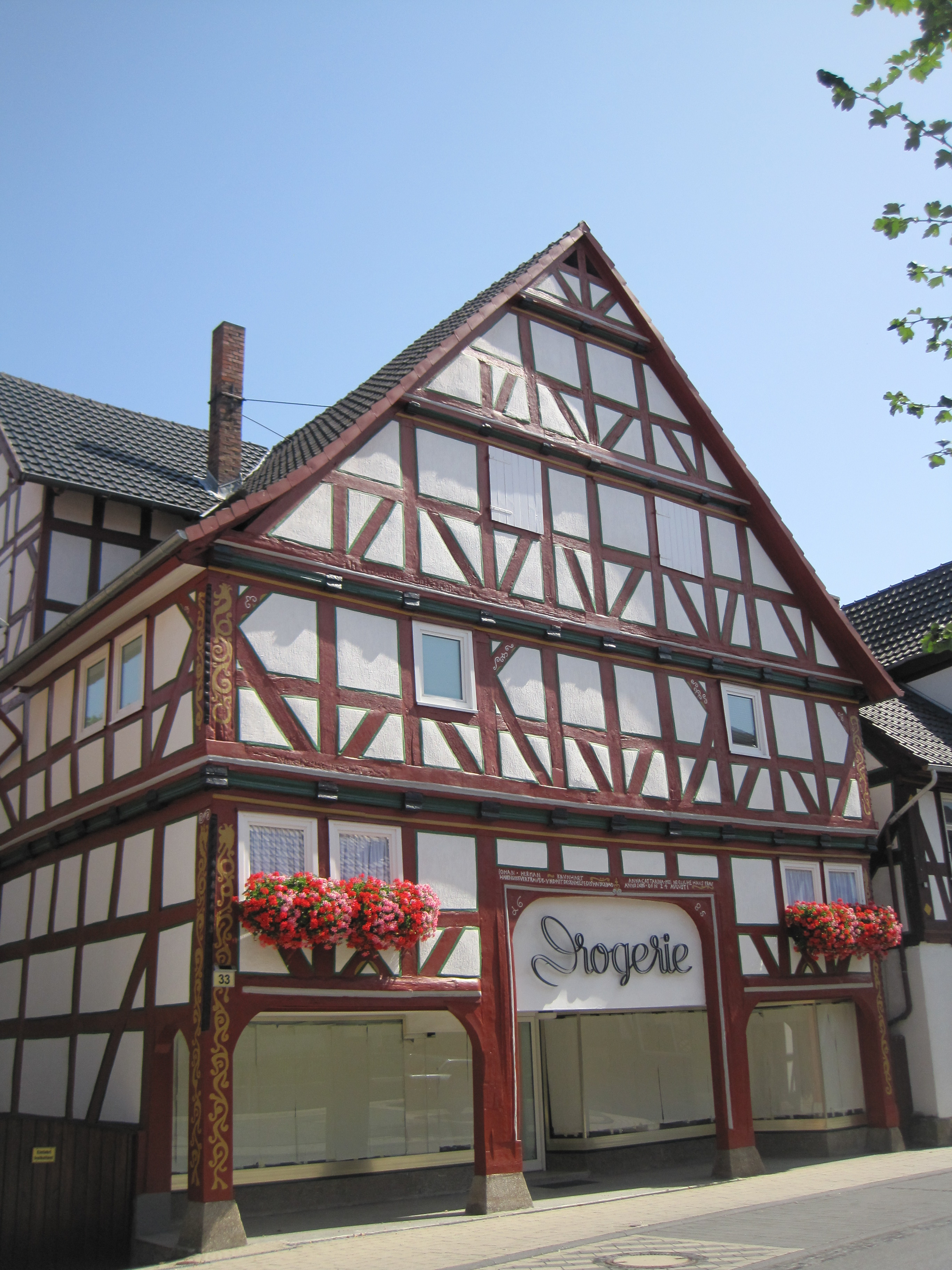
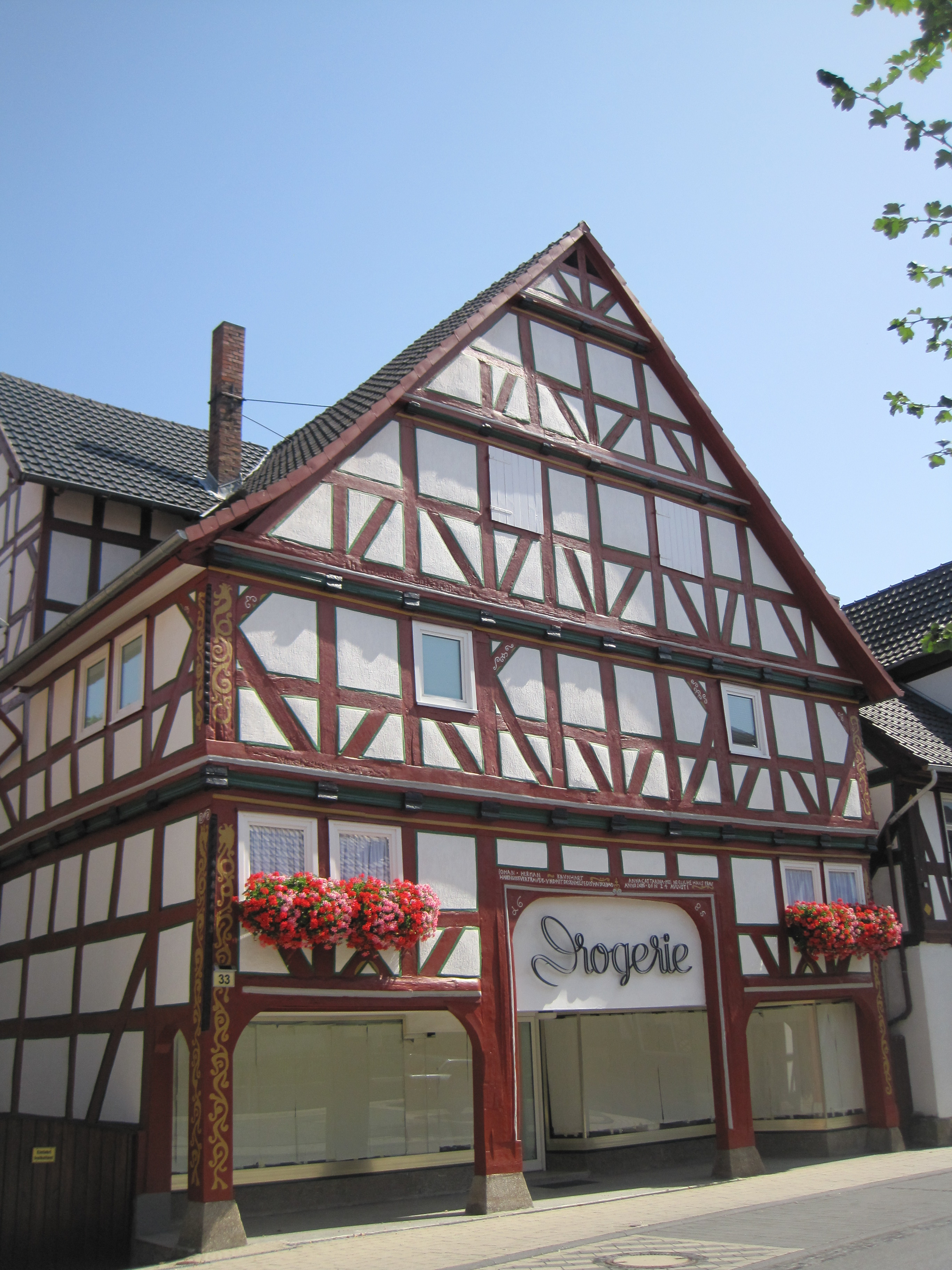
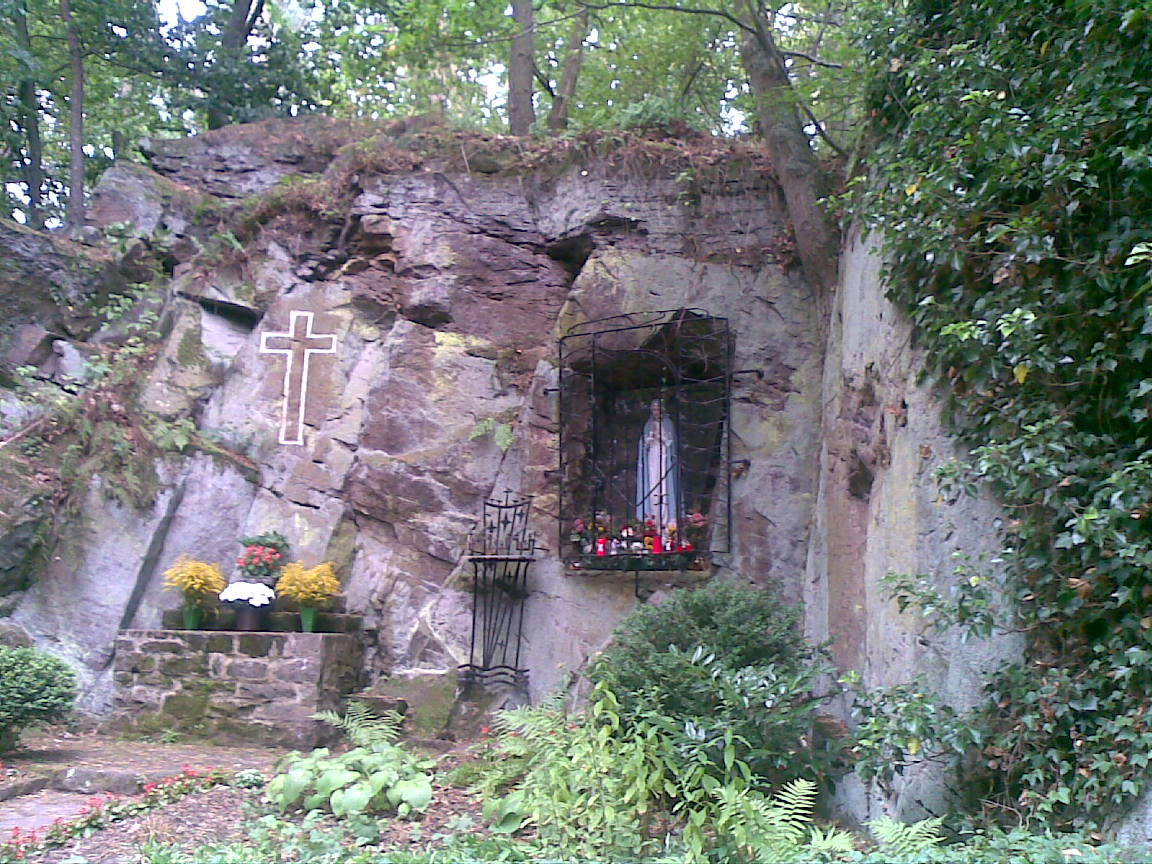
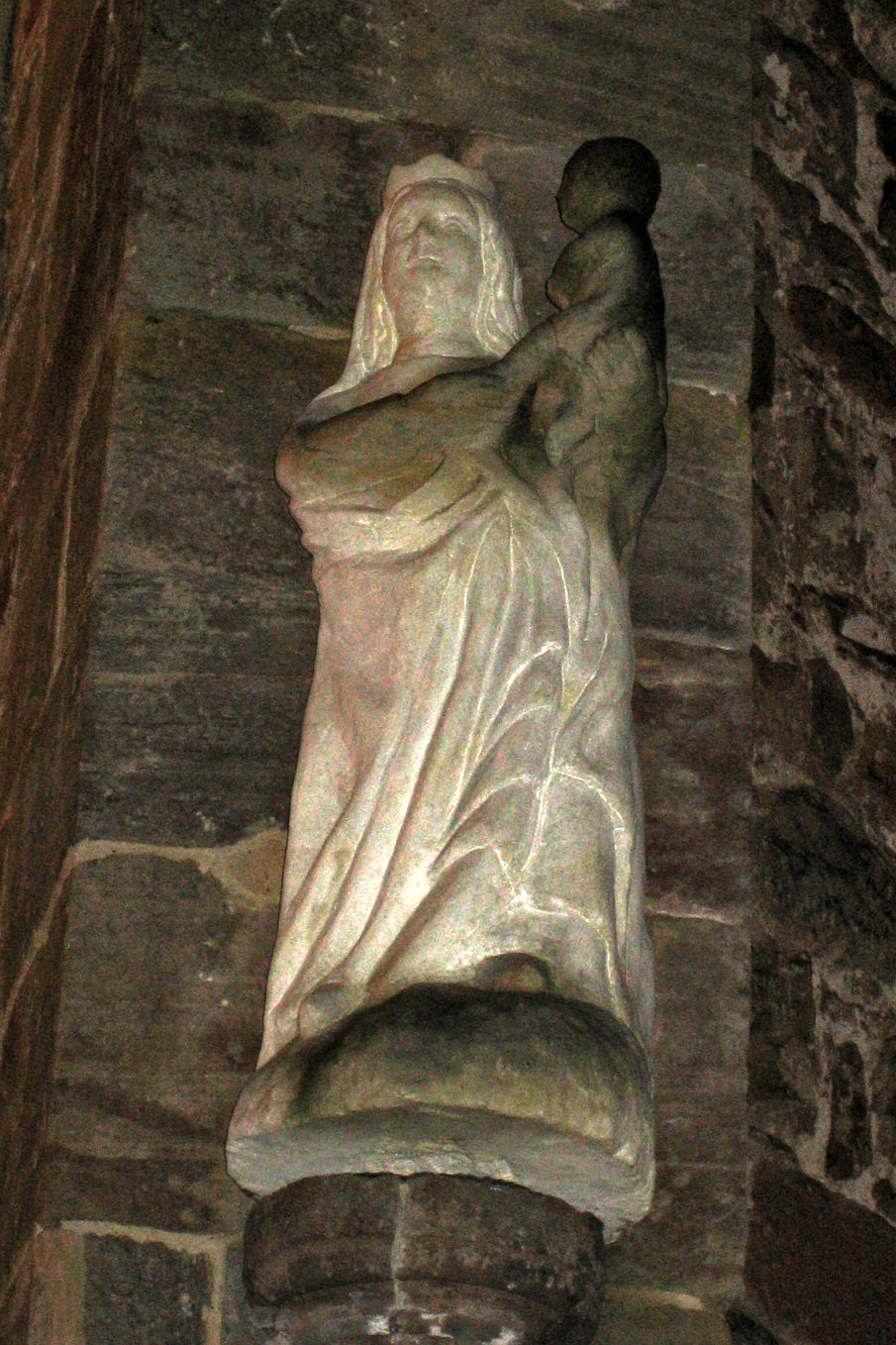
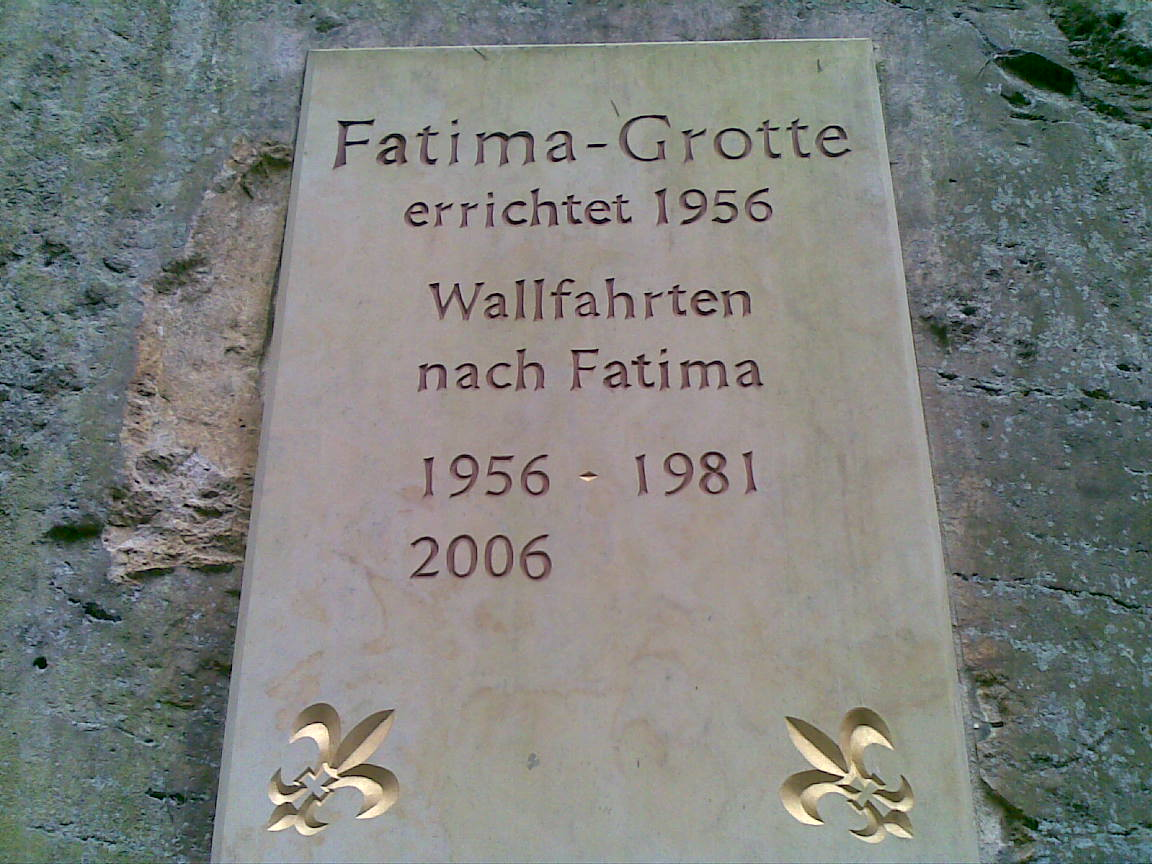
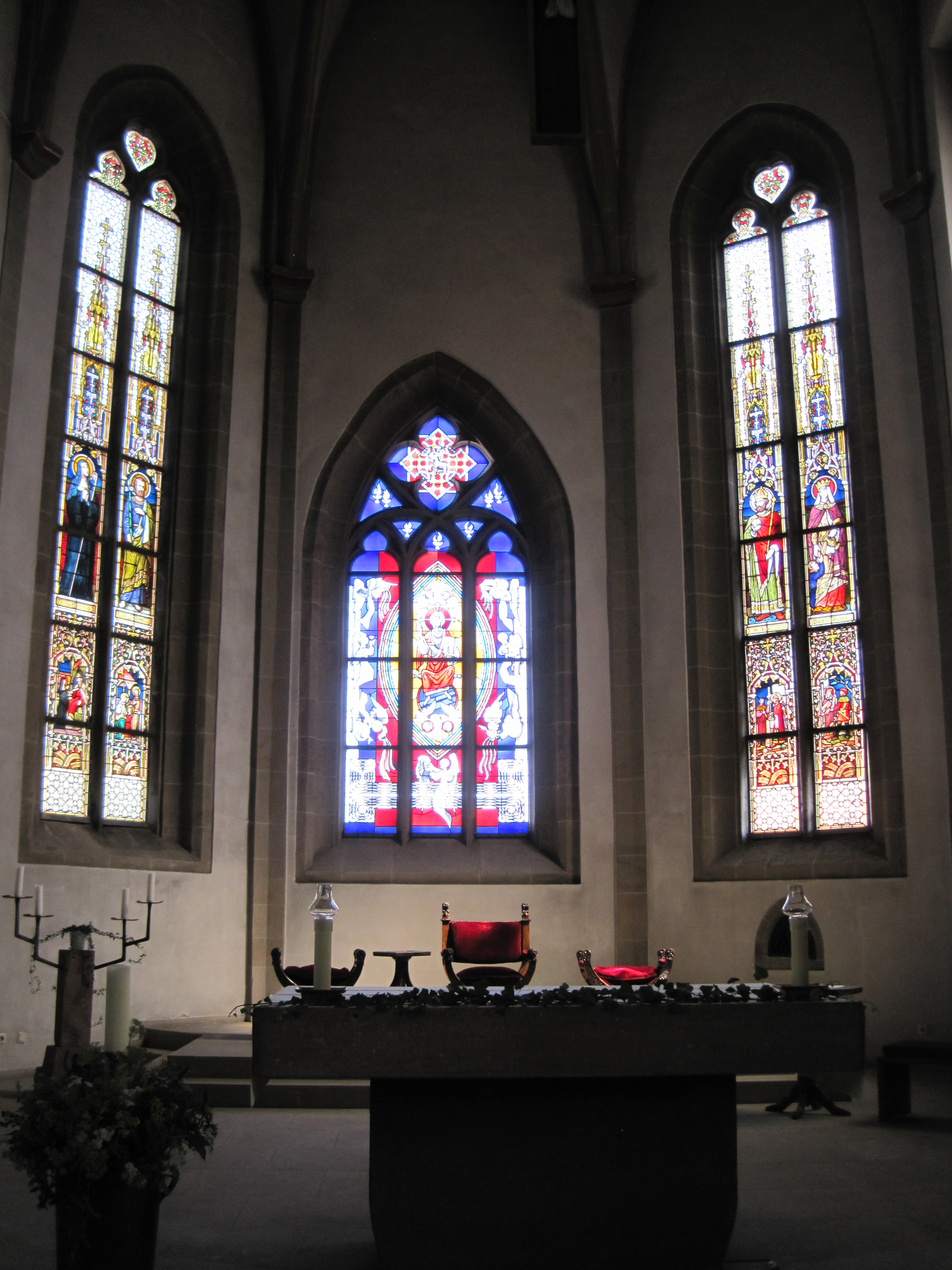
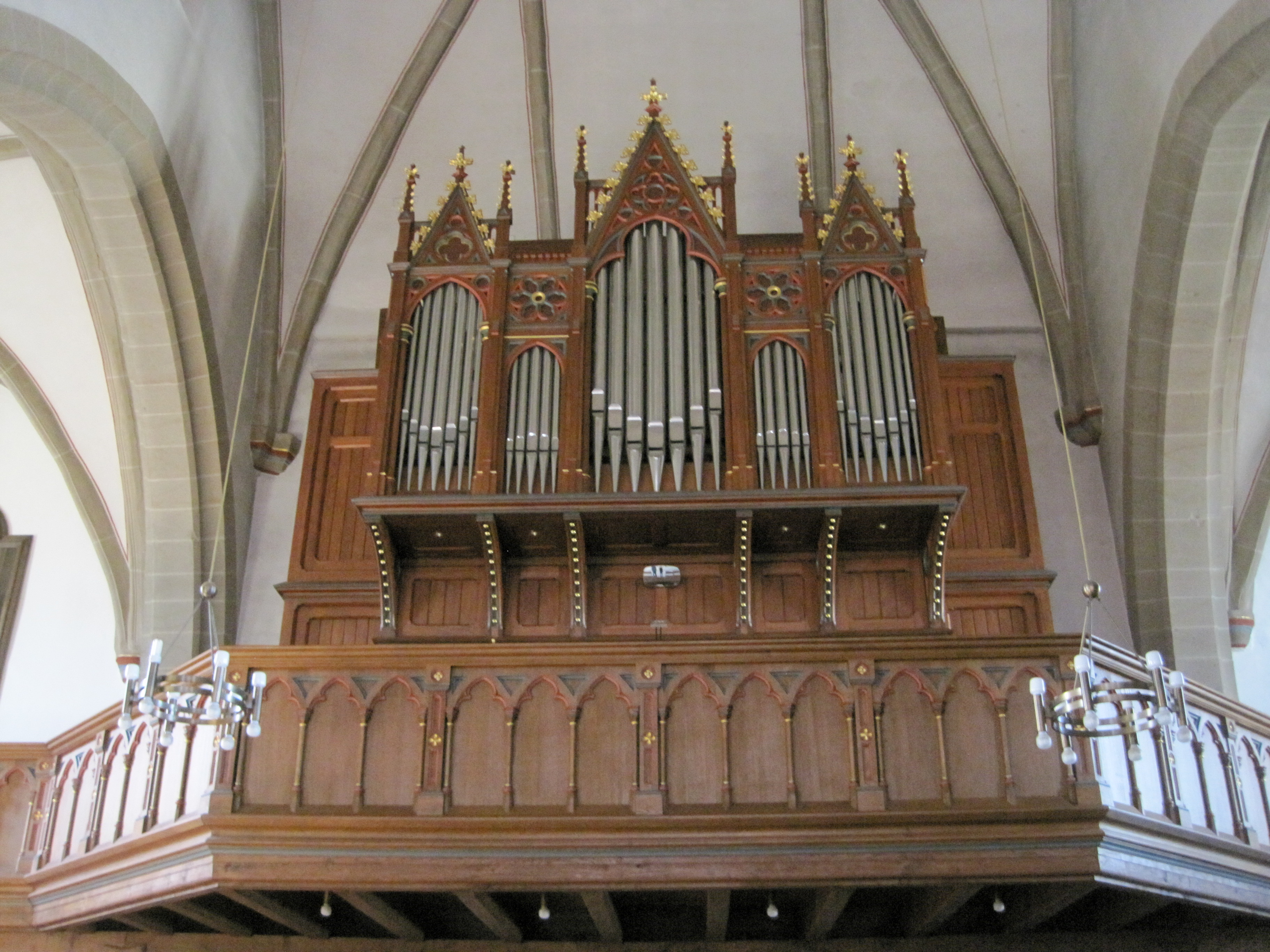
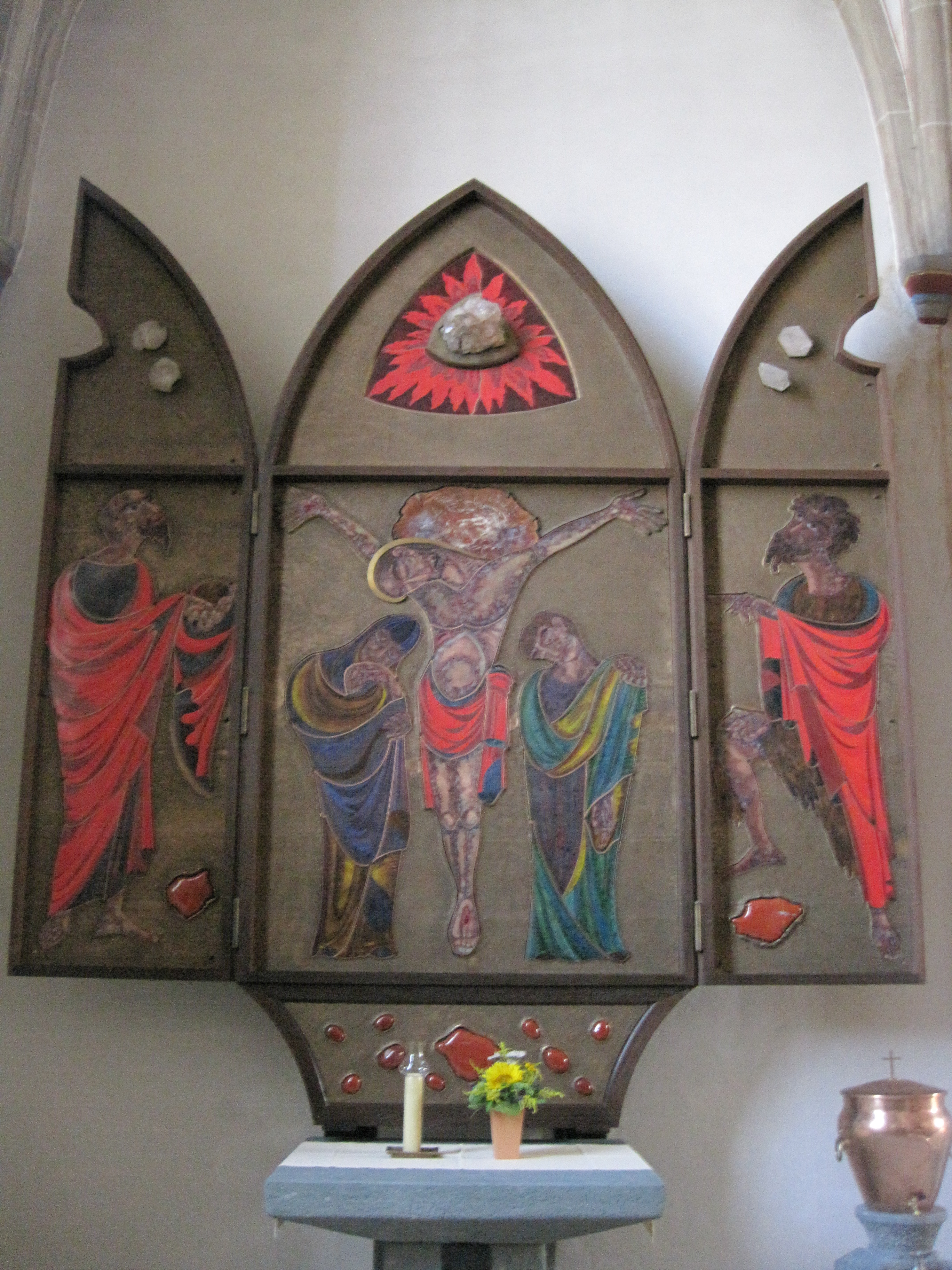
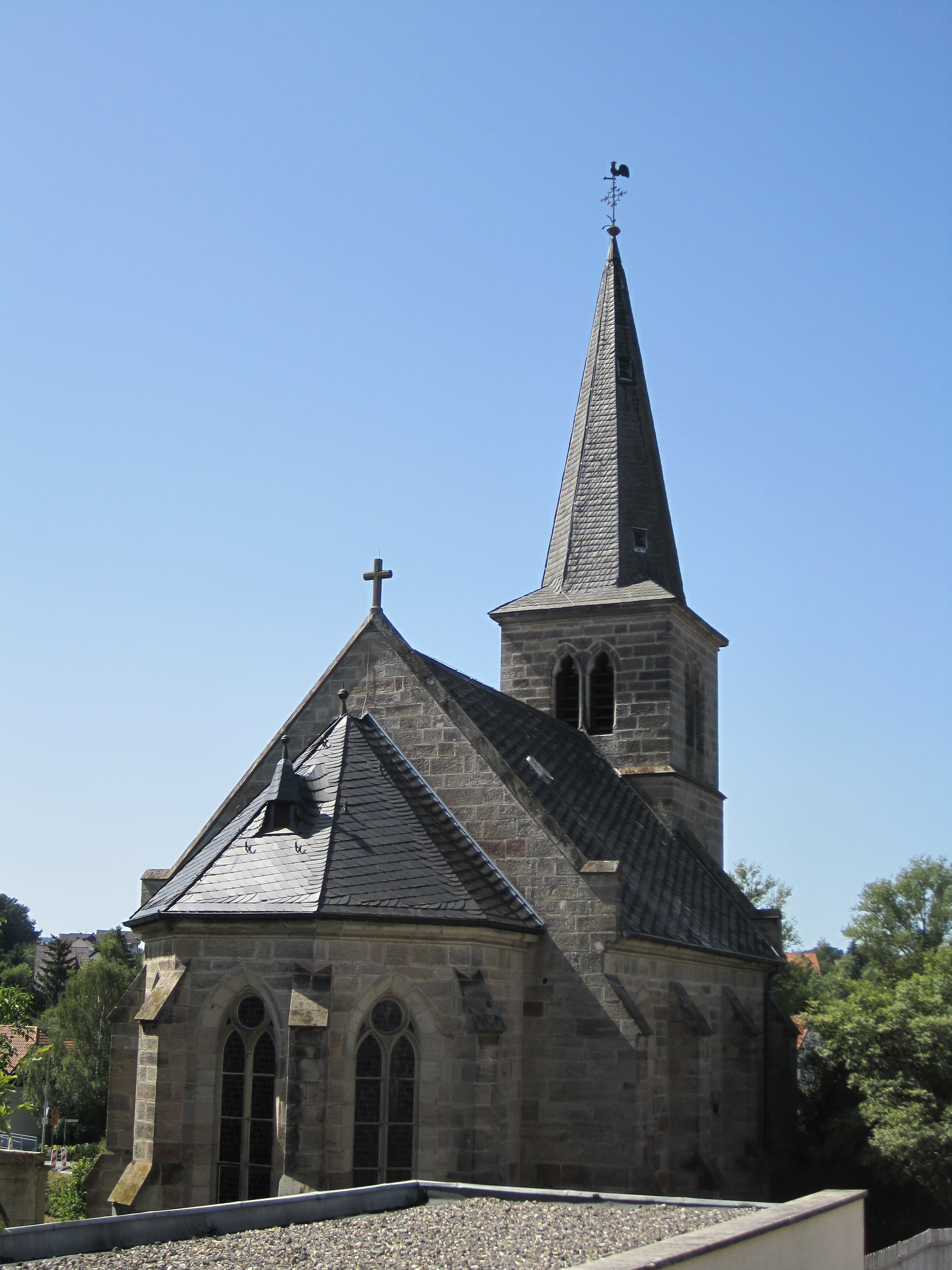